# Ametyst (telewizor)
Ametyst 1011 i 1012 – telewizor produkowany przez Warszawskie Zakłady Telewizyjne.
Były to odbiorniki superheterodynowe przystosowane do odtwarzania telewizji czarno-białej, nadawanej według standardu OIRT w zakresach I-III pasma VHF, obejmujących 12 kanałów przełączanych skokowo. Możliwe było wbudowanie konwertera do odbioru programów w zakresie IV pasma UHF.

## Konstrukcja
W telewizorach Ametyst stosowano bezimplozyjne kineskopy o kącie odchylania wiązki 110°: A47-330W o przekątnej 47 cm (19") dla odbiornika „Ametyst 1011" i A50-140W o przekątnej 50 cm (20") dla odbiornika „Ametyst 1012". Zamiast krótkich nóżek można było zakupić w ZURiT nóżki długie, zastępujące stolik pod odbiornik.
Konstrukcja opierała się na 14 lampach elektronowych (PCC88, PCF801, 2 x EF183, EF80, PFL200, PCL86, ECH84, PCL805, EAA91, PCF82, PL500, PY88, EY86), 2 tranzystorach i 6 diodach półprzewodnikowych.
W odbiornikach zastosowano szereg układów upraszczających i ułatwiających obsługę, m.in.:
- układy automatycznej synchronizacji odchylenia poziomego i pionowego.
- układ stabilizacji wymiarów obrazu (w zależności od zmian napięcia sieci i jaskrawości),
- warystorowe układy wygaszania plamki i wyciszania fonii.

Odbiorniki były wyposażone w podwójne gniazdo antenowe, dające możliwość uzyskania najlepszych warunków odbioru przy różnych odległościach między stacją nadawczą a odbiornikiem. Wejście bezpośrednie służyło do odbioru dalekiego, a wejście poprzez dzielnik – do odbioru bliskiego. Gniazda te były przystosowane do symetrycznego przewodu antenowego o impedancji falowej 240-280 Ω dla odbioru w zakresie I, II i III pasma VHF. Przy właściwej zewnętrznej instalacji antenowej możliwy był odbiór programów w odległości około 100 km od stacji telewizyjnej.
Przełącznik kanałów miał 12 pozycji. Żądaną stację telewizyjną wybierało się przez obrót pokrętła przełącznika kanałów tak, aby odpowiedni dla tej stacji numer znalazł się naprzeciw znacznika. Pokrętło regulacji dostrojenia służyło do dokładnego dostrojenia odbiornika do odbieranej stacji.
Telewizory wyposażono w następujące regulatory:
- regulator kontrastu
- regulator jaskrawości
- regulator siły dźwięku
- klawisz słuchawek
- klawisz podbicia tonów niskich
- klawisz podbicia tonów wysokich
- klawisz sieci
- pokrętło dostrojenia
- przełącznik kanałów

Z tyłu odbiornika znajdowały się:
- gniazdo antenowe VHF – odbiór bliski
- gniazdo antenowe VHF – odbiór daleki
- gniazdo magnetofonowe
- gniazdo zdalnej regulacji
- dwa gniazda słuchawek
- sznur sieciowy

## Wyposażenie dodatkowe
- Telewizory Ametyst umożliwiały podłączenie magnetofonu. Dźwięk można było nagrywać przy wciśniętym klawiszu słuchawek[1].
- Możliwe było jednoczesne podłączenie dwóch par słuchawek o rezystancji 250 Ω. Przy odbiorze słuchawkowym wciśnięcie klawisza słuchawek wyłączało głośnik odbiornika[1].
- Możliwe było podłączenie zespołu zdalnej regulacji, za pomocą którego można było zdalnie regulować jaskrawość i siłę głosu[1].

## Dane techniczne
- zasilanie z sieci prądu zmiennego 220 V 50 Hz (dopuszczalne wahania napięcia sieci: 198-230 V)[1]
- wymiary: szerokość 610 mm, wysokość 452 mm, głębokość ~ 384 mm[1]
- masa bez opakowania: Ametyst 1011 – 23 kg, Ametyst 1012 – 24,5 kg[1]